# Pajeltis
Pajeltis är en sjö i Jokkmokks kommun i Lappland och ingår i Luleälvens huvudavrinningsområde. Sjön har en area på 0,109 kvadratkilometer och ligger 336,9 meter över havet.

## Delavrinningsområde
Pajeltis ingår i det delavrinningsområde (738273-172454) som SMHI kallar för Mynnar i Flarkån. Medelhöjden är 281 meter över havet och ytan är 30,87 kvadratkilometer. Det finns inga avrinningsområden uppströms utan avrinningsområdet är högsta punkten. Finnstabäcken som avvattnar avrinningsområdet har biflödesordning 3, vilket innebär att vattnet flödar genom totalt 3 vattendrag innan det når havet efter 148 kilometer. Avrinningsområdet består mestadels av skog (72 procent) och sankmarker (21 procent). Avrinningsområdet har 0,11 kvadratkilometer vattenytor vilket ger det en sjöprocent på 0,3 procent. Bebyggelsen i området täcker en yta av 0,57 kvadratkilometer eller 2 procent av avrinningsområdet.